# Sarabi-mastiff
De Sarabi-mastiff, ook bekend als de Iraanse herder, Perzische mastiff of Iraanse mastiff, is een grote hond die oorspronkelijk uit de provincie Oost-Azerbeidzjan in Iran komt. Het ras is nogal zeldzaam, zelfs in hun land van oorsprong, Iran.

## Uiterlijk
Sarabi's hebben een groot, breed hoofd en zware botten. Bij hun nek en hoofd zit de huid iets losser vergeleken met andere mastiffs. Hun staart is lang en sikkelvormig. Donkere kleuren zoals bruin en zwart komen het meest voor bij dit ras. Vanwege hun korte dubbele vacht kunnen ze goed tegen warmte en kou.

## Karakter
Sarabi's worden gebruikt om vee te beschermen. Vanwege hun kracht en omvang zijn ze goed in staat om roofdieren aan te vallen als die te dicht bij het vee komen. Sarabi's hebben een sterk jachtinstinct en een luide blaf waarmee zij alarm kunnen slaan.
Vanwege hun grote formaat, wordt het afgeraden sarabi's in een appartement te houden: ze hebben veel ruimte nodig. Ook kunnen ze vanwege hun jachtinstinct beter niet gehouden worden in de omgeving van kleine huisdieren of kleine kinderen.

## Gezondheid
Heupdysplasie is de bekendste gezondheidsaandoening bij deze hond. Sarabi's hebben een levensverwachting van 12 tot 16 jaar.